# Dryophthorinae
Sous-famille
Les Dryophthorinae sont une sous-famille de coléoptères au sein de la famille des Dryophthoridae.

## Synonymes
- Calandrinae
- Dryopthorini

## Genres
- Dryophthorus Germar, 1824
- Psilodryophthorus Wollaston, 1873

Certains auteurs placent les Stromboscerini dans cette sous-famille.

## Liste des genres
Selon ITIS (31 août 2014) :
- genre Cactophagus LeConte, 1876
- genre Cosmopolites Chevrolat, 1885
- genre Diocalandra Faust, 1894
- genre Dryophthorus Germar, 1824
- genre Mesocordylus Lacordaire, 1866
- genre Metamasius Horn, 1873
- genre Myocalandra Faust, 1894
- genre Orthognathus Schönherr, 1838
- genre Polytus Faust, 1894
- genre Rhabdoscelus Marshall, 1943
- genre Rhodobaenus LeConte, 1876
- genre Rhynchophorus Herbst, 1795
- genre Scyphophorus Schönherr, 1838
- genre Sipalinus Marshall, 1943
- genre Sitophilus Schönherr, 1838
- genre Sphenophorus Schönherr, 1838
- genre Stenommatus Wollaston, 1873
- genre Yuccaborus LeConte, 1876